# Empis styriaca
Empis styriaca är en tvåvingeart som beskrevs av Gabriel Strobl 1893. Empis styriaca ingår i släktet Empis och familjen dansflugor. Inga underarter finns listade i Catalogue of Life.